# Константин Константинов
Вижте пояснителната страница за други личности с името Константин Константинов.
Константин Илиев Константинов (1890 – 1970) е български писател и преводач, автор на разкази и пътеписи, на детска литература, както и на романа „Кръв“ (1933 г.). В историята на българската литература Константинов остава преди всичко с разказите си, в които най-добре се изявява пестеливият му точен стил, умелото структуриране на сюжета и тънкият усет към психологията на героите.

## Биография
Константин Константинов е роден в Сливен на 20 август 1890 г. Завършва Правния факултет (1911 г.) на Софийския университет. От ноември 1911 до април 1912 година специализира юридически науки в Париж, където се запознава и сприятелява със символиста Николай Лилиев. Константинов работи като съдия, адвокат, юрисконсулт.
Първите му литературни опити са от 1907 г. През 1908 година начеващият писател започва да публикува стихове и хумористична проза. Сътрудничи с вестник „Българан“, списание „Златорог“ „Наш живот“, „Листопад“. През 1914 г. издава сп. „Звено“ заедно с Димчо Дебелянов и Димитър Подвързачов. Превежда от френски език Екзюпери, Зола, Флобер, Ролан, както и стихове на Балмонт и Хайне. Превежда руска класика, а през 1922 година във „Вестник за жената“ печата едни от първите лирични преводи на Анна Ахматова, съпътствани с критически анализ.
В периода август-септември 1944 г. е директор на Радио „София“. В годините 1945 – 1947 завежда секция „Литература“ в Камарата за наука, изкуство и култура, председател е за година (1945 – 1946) на Съюза на българските писатели, а от 1946 оглавява Института за преводна литература. В периода 1959 – 1966 създава една от най-четените си творби – мемоарната книга „Път през годините“.
Пише под псевдонимите Душечка, Полишинел, Polichinel, Бродяга, Semper Idem.
През 2004 г. на негово име в Сливен е учредена националната литературна награда „Константин Константинов“.

## Творчество

### Сборници с разкази
- „Към близкия“ (1920)
- „Любов“ (1925)
- „По земята“ (1930), (1938)
- „Трета класа“ (1936)
- „Ден по ден“ (1938)
- „Седем часът заранта“ (1940)
- „Птица над пожарищата“ (1946)

### Романи
- „Кръв“ (1933), (1946), (1991)
- „Сърцето в картонената кутия“ (1933) в съавторство със Светослав Минков

### Пътеписи
- „Нашата земя хубава“ (1940)

### Мемоари
- „Път през годините. Т. 1 – 3“ (1959 – 1966)
- „Път през годините. Неиздадени спомени“ (С.: Национална библиотека „Св. св. Кирил и Методий“, 2011) ISBN 978-954-523-120-9

### Детска литература
- „Приказки за тебе“ (1924), (1933), (1959), (1972)
- „Приказки на щурчето“ (1927), (1945)
- „Босата команда“ (1929)
- „Отбор юнаци“ (1933)
- „Ехо-о-о“ (1938), (1946)
- „Приключенията на котарака Мър-Мър“ (1945)
- „Златната къщичка“ (1947)
- „Малкият коминочистач“
- „Мечката“

### Други
Освен в изброените жанрове, Константин Константинов пише още очерци и есета.

## Преводаческа дейност
Константинов владее френски и руски език. Някои от произведенията, които превежда, са:
- стихове от Анна Ахматова
- „Вечери в селцето край Диканка“ от Николай Гогол (1948)[5]
- „Капитанската дъщеря“ от Александър Пушкин (1954)
- „Тил Уленшпигел“ от Шарл де Костер (1955)
- „Война и мир“ от Лев Толстой
- „Събрани произведения“ от А. П. Чехов
- „Първа любов“ от Иван Тургенев
- „Мадам Бовари“ от Гюстав Флобер
- „Избрани произведения“ от Антоан дьо Сент Екзюпери
- „Малкият принц“ от Антоан дьо Сент Екзюпери